# منطقة قرنطيك

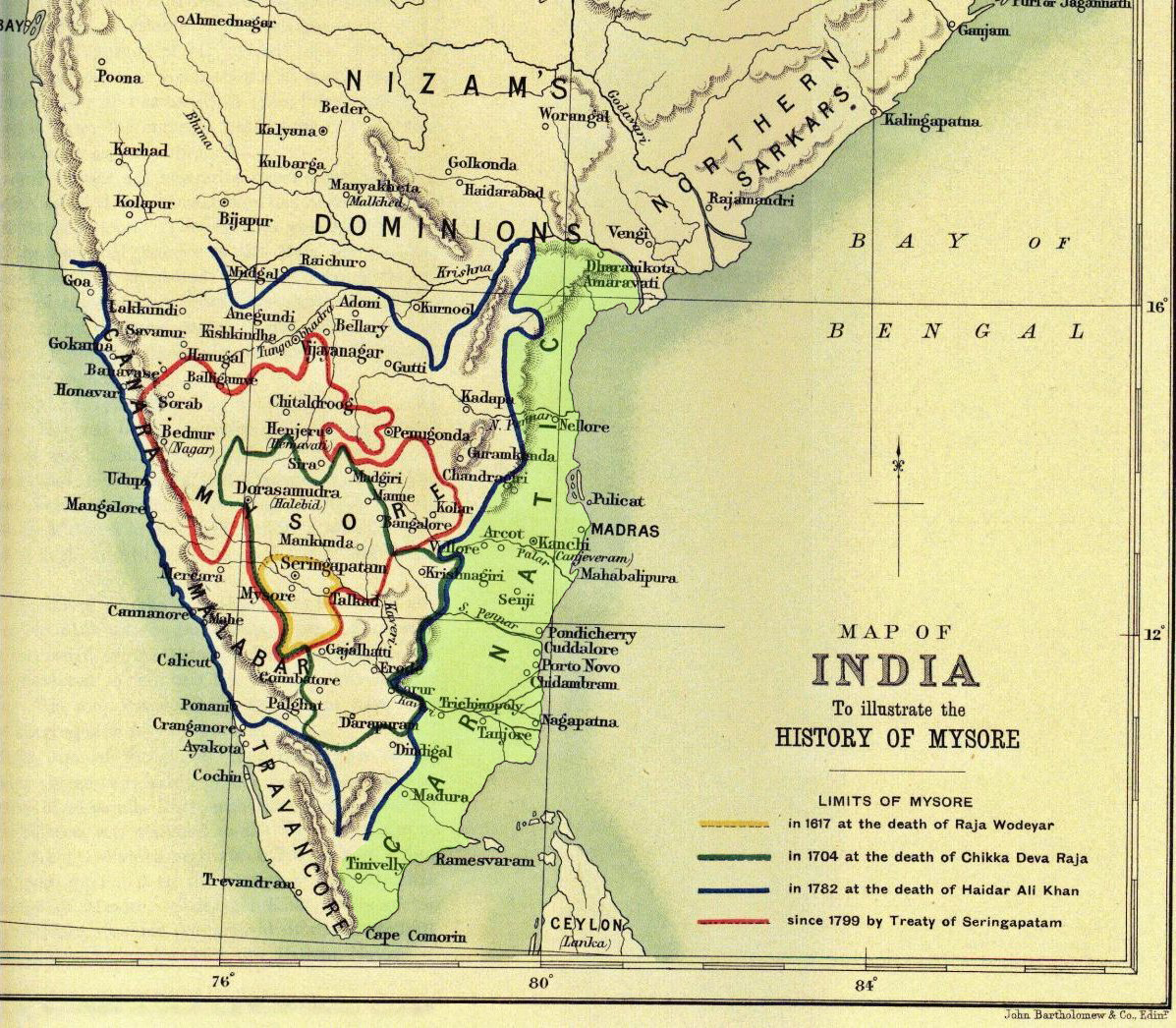
منطقة قرنطيك كما هو موضح على خريطة الهند لعام 1897

منطقة قرنطيك هي المنطقة شبه الجزيرة في جنوب الهند الواقعة بين جبال غاتس الشرقية وخليج البنغال، في رئاسة مدراس السابقة وفي ولايتي تاميل نادو الهندية الحديثة وأندرا براديش الساحلية الجنوبية. خلال الحقبة البريطانية، كان الترسيم مختلفًا وكانت المنطقة تشمل كرناتك الحالية والمنطقة بأكملها الواقعة جنوب الدكن.

## التاريخ

### العصر الإسلامي
مع اقتراب نهاية القرن السابع عشر، تقلّص الجزء الشمالي من منطقة قرنطيك على يد جيوش أورنجزيب، الذي عين في عام 1692 ذو الفقار علي، نواب كارناتيك ، مع مقعده في أركوت [الإنجليزية]. وفي الوقت نفسه، بدأت قوة المراثا في التطور؛ ففي عام 1677، قمع شيفاجي آخر بقايا قوة فيجاياناجار في فيلور وجينجي [الإنجليزية] وكورنول، بينما أسس شقيقه فينكوجي [الإنجليزية]، الذي أطاح في عام 1674 بناياك تانجافور [الإنجليزية]، سلالة في تلك المدينة استمرت لمدة قرن من الزمان. وقد أدى انهيار السلطة في دلهي بعد وفاة أورنجزيب إلى تغييرات أخرى. أسس نواب سعدت الله [الإنجليزية] من أركوت (1710-1732) استقلاله؛ ثم استولى خليفته دوست علي [الإنجليزية] (1732-1740) على مادوراي وضمها في عام 1736، وتم تأكيد خلفائه في مناصبهم كنواب لكارناتيك الشمالية من نظام حيدر أباد بعد أن أسس هذا الحاكم سلطته في جنوب وسط الهند. بعد وفاة نواب محمد أنور الدين [الإنجليزية] (1744-1749)، أصبح الخلافة محل نزاع بين محمد علي وحسين دوست [الإنجليزية]. في هذا الصراع، اتخذ الفرنسيون والإنجليز، الذين كانوا يتنافسون آنذاك على النفوذ في منطقة قرنطيك، مواقف متعارضة. أدى انتصار البريطانيين إلى ترسيخ سلطة محمد علي على شمال قرنطيك حتى وفاته في عام 1795. وفي الوقت نفسه، تعرضت المنطقة لمشاكل أخرى. في عام 1741، تم غزو مادوراي ، التي أضافها نواب دوست علي [الإنجليزية] (1732-1740) إلى ممتلكاته في عام 1736 بعد وفاة ناياك مادوراي، من المراثيين؛ وفي عام 1743، اجتاح حيدر علي من ميسور منطقة كارناتيك المركزية ودمرها. وقد استعاد البريطانيون السيطرة على مادوراي في عام 1758، وأخيرًا في عام 1801، تم نقل جميع ممتلكات نواب أركوت إليهم بموجب معاهدة نصت على أنه يجب الاحتفاظ بإيرادات سنوية قدرها عدة مئات الآلاف من المعابد للنواب، وأن البريطانيين يجب أن يتعهدوا بدعم قوة مدنية وعسكرية كافية لحماية البلاد وجمع الإيرادات. وبعد وفاة النواب في عام 1853، تقرر إنهاء السيادة الاسمية، وتوفير مؤسسة ليبرالية للأسرة.
كان بقية منطقة قرنطيك، عندما دخلها البريطانيون لأول مرة، يحكمها زعماء عسكريون يطلق عليهم اسم بوليجارز [الإنجليزية]. في عام 1805، بعد الهزيمة الحاسمة التي لحقت بالبوليغار، تم تدمير حصون البوليغار والمؤسسات العسكرية.
كانت منطقة قرنطيك مكانًا للحروب الكارناتيكية بين سلطنة مغول الهند وبريطانيا وفرنسا والتي أدت في النهاية إلى النصر البريطاني وهيمنة الإمبراطورية البريطانية على الهند.[بحاجة لمصدر]

## طالع أيضًا
- موسيقى قرنطيك